# دائرة النعامة
دائرة النعامة هي إحدى دوائر ولاية النعامة الجزائرية.